# Chemins de lumière
 (décembre 2012).
Si vous disposez d'ouvrages ou d'articles de référence ou si vous connaissez des sites web de qualité traitant du thème abordé ici, merci de compléter l'article en donnant les références utiles à sa vérifiabilité et en les liant à la section « Notes et références ».
Chemins de lumière est un livre autobiographique écrit par la chanteuse Sheila en 1993. Il retrace sa carrière à travers la gloire et les déserts, ses joies et ses peines. Sheila y parle de sa passion pour l'ésotérisme, le spiritisme, ses croyances en la réincarnation et de ses différents karmas. Elle y relate ses séances de yoga, de méditation transcendantale et des chakras. Enfin elle n'oublie pas d'évoquer ses diverses expériences et rencontres dans le domaine du surnaturel et de l'étrange. Ce livre possède tout un chapitre contenant de nombreuses prières ainsi que plusieurs photos représentant Monsieur Guinebert, un rosicrucien, qui était son Maitre Spirituel et sa grand-mère Eva, adepte d'Allan Kardec.
Sheila fait de ce livre un succès littéraire. Les ventes sont nombreuses : près de 80 000 exemplaires sont écoulés la première semaine.
Il sera d'ailleurs réédité aux éditions Le Grand Livre du Mois.